# Oestlundorchis
Œstlundorchis é um género botânico pertencente à família das orquídeas (Orchidaceae).

## Etimologia
O nome deste gênero, foi dado em homenagem a "Karl Erik Magnus Oestlund", um botânico, coletor de orquídeas no México, que teve seu nome latinizado para "Carolus Ericus Magnus Œstlundus".